# Transformada de Hilbert

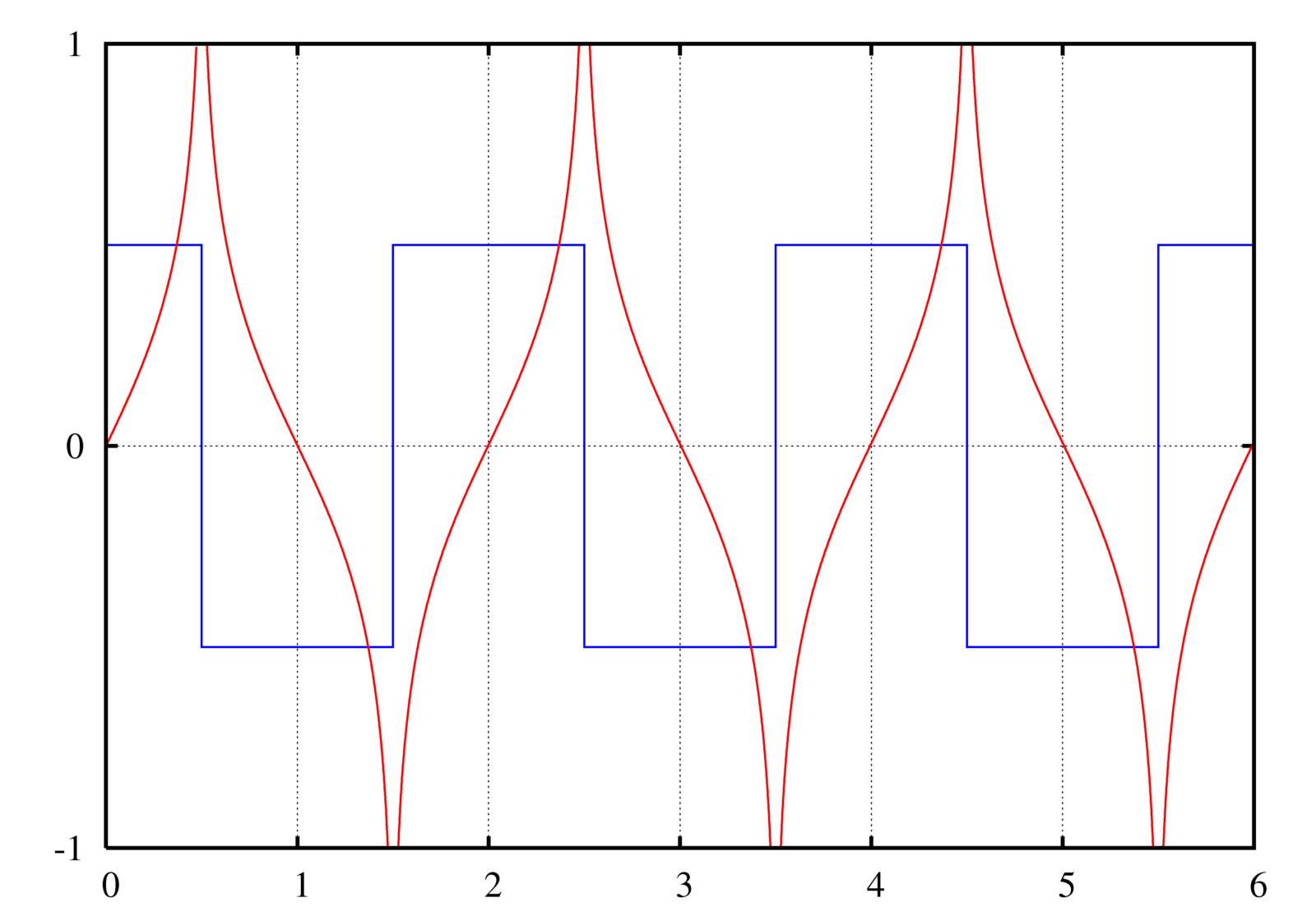
La transformada de Hilbert (en rojo) de una onda cuadrada (en azul).

En matemáticas y en procesamiento de señales, la transformada de Hilbert {\displaystyle {\mathcal {H}}} de una función real, {\displaystyle s(t)\,}, se obtiene mediante la convolución de las señales {\displaystyle s(t)} y {\displaystyle 1/(\pi t)}, de donde se obtiene {\displaystyle {\widehat {s}}(t)}. Por lo tanto, la transformada de Hilbert {\displaystyle {\widehat {s}}(t)} se puede interpretar como la salida de un sistema LTI con entrada  {\displaystyle s(t)} y respuesta al impulso {\displaystyle 1/(\pi t)}.
La transformada de Hilbert se nombra en honor del matemático alemán David Hilbert, que fue el primero que introdujo el operador en 1905 para resolver un caso especial del problema de Riemann-Hilbert para las funciones holomórficas.

## Aplicaciones
Es una herramienta matemática útil para describir la envolvente compleja de una señal modulada con una portadora real. Su definición es:

{\displaystyle {\widehat {s}}(t)={\mathcal {H}}\{s\}(t)=(h*s)(t)={\frac {1}{\pi }}\int _{-\infty }^{\infty }{\frac {s(\tau )}{t-\tau }}\,d\tau .\,}

donde {\displaystyle \scriptstyle h(t)=1/\pi t}, considerando la integral como la integral de Lebesgue (lo que evita la singularidad {\displaystyle \tau =t\,}).
Utilizando {\displaystyle {\widehat {s}}(t)}, es posible construir la señal analítica de s(t) como:

{\displaystyle s_{a}(t)=s(t)+i{\widehat {s}}(t)}

La transformada de Hilbert posee una respuesta en frecuencia dada por la transformada de Fourier:

{\displaystyle H(\omega )={\mathcal {F}}\{h\}(\omega )\,={\begin{cases}+j\,&{\mbox{si }}\omega <0\,\\-j\,&{\mbox{si }}\omega >0\,\end{cases}}}

o, de manera equivalente:

{\displaystyle H(\omega )={\mathcal {F}}\{h\}(\omega )\,=-j\cdot \operatorname {sgn}(\omega )}

{\displaystyle j\,} (o también {\displaystyle i\,}) es la unidad imaginaria. Y, como:

{\displaystyle {\mathcal {F}}\{{\widehat {s}}\}(\omega )=H(\omega )\cdot {\mathcal {F}}\{s\}(\omega )}

la transformada de Hilbert produce entonces el efecto de desplazar la componente de frecuencias negativas de  {\displaystyle s(t)\,} +90° y las partes de frecuencias positivas −90°.

### Transformada inversa de Hilbert
También, {\displaystyle H^{2}(\omega )=-1\,}, por lo que, multiplicando la ecuación anterior por {\displaystyle -H(\omega )\,}, se obtiene:

{\displaystyle {\mathcal {F}}\{s\}(\omega )=-H(\omega )\cdot {\mathcal {F}}\{{\widehat {s}}\}(\omega )}

de donde se obtiene la transformada inversa de Hilbert:

{\displaystyle s(t)=-(h*{\widehat {s}})(t)=-{\mathcal {H}}\{{\widehat {s}}\}(t).\,}

## Ejemplos de transformadas
| Señal {\displaystyle s(t)\,}                                | Transformada de Hilbert {\displaystyle {\mathcal {H}}\{s\}(t)}                       |
| ----------------------------------------------------------- | ------------------------------------------------------------------------------------ |
| {\displaystyle \operatorname {sen}(t)\,}                    | {\displaystyle -\cos(t)\,}                                                           |
| {\displaystyle \cos(t)\,}                                   | {\displaystyle \operatorname {sen}(t)\,}                                             |
| {\displaystyle 1 \over t^{2}+1}                             | {\displaystyle t \over t^{2}+1}                                                      |
| {\displaystyle \operatorname {sen}(t) \over t} Función sinc | {\displaystyle 1-\cos(t) \over t}                                                    |
| {\displaystyle \sqcap (t)} función rectangular              | {\displaystyle {1 \over \pi }\ln \left\|{t+{1 \over 2} \over t-{1 \over 2}}\right\|} |
| {\displaystyle \delta (t)} Función delta de Dirac           | {\displaystyle {1 \over \pi t}}                                                      |